# Roháčka (Čierna hora)
Roháčka (1029 m n. m.) je nejvyšším bodem Čierné hory. Nachází se mezi vesnicemi Margecany, Klenov, Hrabkov a Kluknava. Přes vrchol prochází okresní a krajská hranice mezi okresy Gelnica (Košický kraj) a Prešov (Prešovský kraj). Vrchol je pokryt vzrostlým lesem a neposkytuje žádný výhled. Skalnatý hřeben vybíhající severozápadním směrem umožňuje omezené výhledy na Branisko, Šarišskou vrchovinu, Čergov a Slanské vrchy.

## Přístup
- po modré  značce z Kluknavy nebo z Klenova
- po žluté  značce z Margecan